# Saint-Louis-de-Montferrand

Saint-Louis-de-Montferrand este o comună în departamentul Gironde din sud-vestul Franței. În 2009 avea o populație de 2.039 de locuitori.

## Evoluția populației
| An        | 1975  | 1982  | 1990  | 1999  | 2006  | 2009  |
| --------- | ----- | ----- | ----- | ----- | ----- | ----- |
| Populație | 1.078 | 1.340 | 1.808 | 1.864 | 2.008 | 2.039 |